# Association Sportive de Monaco Football Club 1987-1988
Questa voce raccoglie le informazioni riguardanti l'Association Sportive de Monaco Football Club nelle competizioni ufficiali della stagione 1987-1988.

## Stagione
Assunto il comando solitario della classifica alla quinta giornata, il Monaco mantenne stabilmente il primato per tutta la stagione, senza subire conseguenze in seguito alla sconfitta nell'ultimo scontro diretto con il Bordeaux e assicurandosi il quinto titolo nazionale con due gare di anticipo. In Coppa di Francia i monegaschi si fermarono al secondo turno, perdendo con un punteggio complessivo di 3-1 per il Nizza.

## Maglie e sponsor
Lo sponsor tecnico per la stagione 1987-1988 è Adidas, mentre gli sponsor ufficiali sono Alain Afflelou e TMC.
| Manica sinistra · Manica sinistra · Maglietta · Maglietta · Manica destra · Manica destra · Pantaloncini · Pantaloncini · Calzettoni | Manica sinistra · Manica sinistra · Maglietta · Maglietta · Manica destra · Manica destra · Pantaloncini · Pantaloncini · Calzettoni · Calzettoni | Manica sinistra · Manica sinistra · Maglietta · Manica destra · Manica destra · Pantaloncini · Pantaloncini · Calzettoni · Calzettoni |

## Organigramma societario
Area direttiva
- Presidente: Jean-Louis Campora

Area tecnica
- Direttore tecnico: Henri Biancheri
- Allenatore: Arsène Wenger

## Rosa
| N. |                    | Ruolo | Calciatore                 |
| -- | ------------------ | ----- | -------------------------- |
|    | Francia (bandiera) | P     | Jean-Luc Ettori (capitano) |
|    | Francia (bandiera) | P     | Angelo Hugues              |
|    | Francia (bandiera) | D     | Manuel Amoros              |
|    | Francia (bandiera) | D     | Patrick Battiston          |
|    | Francia (bandiera) | D     | Luc Sonor                  |
|    | Monaco (bandiera)  | D     | Maurice Revelli            |
|    | Francia (bandiera) | D     | Stéphane Salomon           |
|    | Francia (bandiera) | D     | Patrick Valéry             |
|    | Francia (bandiera) | C     | Marcel Dib                 |
|    | Francia (bandiera) | C     | Eric Delétang              |
|    | Francia (bandiera) | C     | Jean-Marc Ferratge         |

| N. |                           | Ruolo | Calciatore         |
| -- | ------------------------- | ----- | ------------------ |
|    | Inghilterra (bandiera)    | C     | Glenn Hoddle       |
|    | Francia (bandiera)        | C     | Fabrice Mège       |
|    | Francia (bandiera)        | C     | Christophe Métais  |
|    | Francia (bandiera)        | C     | Claude Puel        |
|    | Francia (bandiera)        | C     | Jean-Philippe Rohr |
|    | Francia (bandiera)        | C     | Rémi Vogel         |
|    | Argentina (bandiera)      | A     | Omar Da Fonseca    |
|    | Camerun (bandiera)        | A     | Maurice Douala     |
|    | Inghilterra (bandiera)    | A     | Mark Hateley       |
|    | Costa d'Avorio (bandiera) | A     | Youssouf Fofana    |

## Calciomercato

### Sessione estiva
| Acquisti | Acquisti          | Acquisti   | Acquisti   |
| R.       | Nome              | da         | Modalità   |
| -------- | ----------------- | ---------- | ---------- |
| D        | Patrick Battiston | Bordeaux   | definitivo |
| D        | Rémi Vogel        | Strasburgo | definitivo |
| C        | Glenn Hoddle      | Tottenham  | definitivo |
| C        | Fabrice Mège      | Nizza      | definitivo |
| A        | Mark Hateley      | Milan      | definitivo |

| Cessioni | Cessioni          | Cessioni      | Cessioni   |
| R.       | Nome              | a             | Modalità   |
| -------- | ----------------- | ------------- | ---------- |
| D        | Søren Busk        | Wiener SC     | definitivo |
| D        | Abdallah Liegeon  | Strasburgo    | definitivo |
| C        | Dominique Bijotat | Bordeaux      | definitivo |
| C        | Daniel Bravo      | Nizza         | definitivo |
| C        | Frédéric Christen | Strasburgo    | definitivo |
| C        | Søren Lerby       | PSV           | definitivo |
| A        | Bruno Bellone     | Cannes        | definitivo |
| A        | Philippe Tibeuf   | Saint-Étienne | definitivo |

## Statistiche

### Statistiche di squadra
| Competizione     | Punti | Totale | Totale | Totale | Totale | Totale | Totale | DR  |
| Competizione     | Punti | G      | V      | N      | P      | Gf     | Gs     | DR  |
| ---------------- | ----- | ------ | ------ | ------ | ------ | ------ | ------ | --- |
| Division 1       | 52    | 38     | 20     | 12     | 6      | 53     | 29     | +24 |
| Coppa di Francia | -     | 3      | 1      | 1      | 1      | 4      | 4      | 0   |
| Totale           | -     | 41     | 21     | 13     | 7      | 57     | 33     | -50 |

### Andamento in campionato
| Giornata  | 1 | 2 | 3 | 4 | 5 | 6 | 7 | 8 | 9 | 10 | 11 | 12 | 13 | 14 | 15 | 16 | 17 | 18 | 19 | 20 | 21 | 22 | 23 | 24 | 25 | 26 | 27 | 28 | 29 | 30 | 31 | 32 | 33 | 34 | 35 | 36 | 37 | 38 |
| --------- | - | - | - | - | - | - | - | - | - | -- | -- | -- | -- | -- | -- | -- | -- | -- | -- | -- | -- | -- | -- | -- | -- | -- | -- | -- | -- | -- | -- | -- | -- | -- | -- | -- | -- | -- |
| Luogo     | C | T | C | T | C | T | C | C | T | C  | T  | C  | T  | C  | T  | C  | T  | C  | T  | C  | T  | C  | T  | C  | T  | T  | C  | T  | C  | T  | C  | T  | C  | T  | C  | T  | C  | T  |
| Risultato | V | V | V | P | V | V | P | V | N | V  | N  | V  | V  | V  | P  | V  | N  | V  | N  | V  | N  | N  | N  | V  | N  | N  | V  | P  | N  | V  | V  | P  | V  | N  | V  | N  | V  | P  |
| Posizione | 4 | 1 | 1 | 1 | 1 | 1 | 1 | 1 | 1 | 1  | 1  | 1  | 1  | 1  | 1  | 1  | 1  | 1  | 1  | 1  | 1  | 1  | 1  | 1  | 1  | 1  | 1  | 1  | 1  | 1  | 1  | 1  | 1  | 1  | 1  | 1  | 1  | 1  |

Fonte:  France » Ligue 1 1987/1988 » Schedule, su worldfootball.net.
Legenda:

Luogo: C = Casa; T = Trasferta. Risultato: V = Vittoria; N = Pareggio; P = Sconfitta.

### Statistiche dei giocatori
| Giocatore     | Division 1 | Division 1 | Division 1  | Division 1 | Coppa di Francia | Coppa di Francia | Coppa di Francia | Coppa di Francia | Totale   | Totale | Totale      | Totale     |
| Giocatore     | Presenze   | Reti       | Ammonizioni | Espulsioni | Presenze         | Reti             | Ammonizioni      | Espulsioni       | Presenze | Reti   | Ammonizioni | Espulsioni |
| ------------- | ---------- | ---------- | ----------- | ---------- | ---------------- | ---------------- | ---------------- | ---------------- | -------- | ------ | ----------- | ---------- |
| M. Amoros     | 37         | 6          | 3           | 0          | 2                | 0                | 0                | 0                | 39       | 6      | 3           | 0          |
| P. Battiston  | 33         | 0          | 0           | 0          | 3                | 0                | 0                | 0                | 36       | 0      | 0           | 0          |
| O. Da Fonseca | 19         | 1          | 0           | 0          | 2                | 0                | 0                | 0                | 21       | 1      | 0           | 0          |
| M. Douala     | 0          | 0          | 0           | 0          | 1                | 0                | 0                | 0                | 1        | 0      | 0           | 0          |
| É. Delétang   | 2          | 0          | 0           | 0          | 0                | 0                | 0                | 0                | 2        | 0      | 0           | 0          |
| M. Dib        | 33         | 4          | 2           | 0          | 3                | 0                | 0                | 0                | 36       | 4      | 2           | 0          |
| J.L. Ettori   | 37         | -29        | 0           | 0          | 3                | -4               | 0                | 0                | 40       | -33    | 0           | 0          |
| J.M. Ferratge | 36         | 6          | 5           | 0          | 3                | 2                | 0                | 0                | 39       | 8      | 5           | 0          |
| Y. Fofana     | 33         | 6          | 0           | 0          | 0                | 0                | 0                | 0                | 33       | 6      | 0           | 0          |
| M. Hateley    | 28         | 14         | 3           | 0          | 3                | 0                | 0                | 0                | 31       | 14     | 3           | 0          |
| G. Hoddle     | 34         | 4          | 1           | 0          | 3                | 1                | 0                | 0                | 37       | 5      | 1           | 0          |
| A. Hugues     | 1          | -0         | 0           | 0          | 0                | -0               | 0                | 0                | 1        | -0     | 0           | 0          |
| F. Mège       | 32         | 4          | 0           | 0          | 3                | 0                | 0                | 0                | 35       | 4      | 0           | 0          |
| C. Métais     | 17         | 0          | 1           | 0          | 1                | 0                | 0                | 0                | 18       | 0      | 1           | 0          |
| C. Puel       | 33         | 0          | 6           | 0          | 2                | 0                | 0                | 0                | 35       | 0      | 6           | 0          |
| M. Revelli    | 2          | 0          | 0           | 0          | 0                | 0                | 0                | 0                | 2        | 0      | 0           | 0          |
| J.P. Rohr     | 33         | 3          | 7           | 0          | 3                | 0                | 0                | 0                | 36       | 3      | 7           | 0          |
| S. Salomon    | 3          | 0          | 0           | 0          | 1                | 0                | 1                | 0                | 4        | 0      | 1           | 0          |
| L. Sonor      | 30         | 1          | 4           | 0          | 3                | 0                | 0                | 0                | 33       | 1      | 4           | 0          |
| P. Valéry     | 2          | 0          | 0           | 0          | 0                | 0                | 0                | 0                | 2        | 0      | 0           | 0          |
| R. Vogel      | 34         | 0          | 4           | 0          | 1                | 0                | 0                | 0                | 35       | 0      | 4           | 0          |